# Mystificatie
Een mystificatie is een handig opgezette fopperij of vervalsing, voornamelijk gebruikt in literatuur, met meestal als doel de tekst te doen voorkomen als van een andere datum en/of van een andere auteur dan de werkelijke. Door heel doelbewust het publiek op het verkeerde been zetten, laat de schrijver zijn lezers kennismaken met een geïdealiseerd verleden. Mystificaties waren vooral populair tijdens de romantiek, toen de belangstelling voor allerlei literaire genres uit de Middeleeuwen zoals de ballade weer volop opleefde.
De bekendste mystificatie is het door de Engelse onderwijzer James Macpherson bedachte personage 'Ossian'. Vanaf 1760 publiceerde de onderwijzer een vertaling van het werk van deze 'Keltische dichter uit de 3e eeuw'. Tot de 19e eeuw werd niet definitief bewezen dat het vervalsingen waren.
Bekende Nederlandstalige mystificaties zijn (onder andere):
- Het Oera Linda Boek (mede toegeschreven aan Piet Paaltjens, op zichzelf een mystificatie in het leven geroepen door François HaverSchmidt).
- De Rijmkroniek van Klaas Kolijn (12e-eeuwse rijmkroniek, die kort voor 1700 geschreven is, waarschijnlijk door Reinier de Graaf jr. en in 1770 als vervalsing werd ontmaskerd door Balthazar Huydecoper).
- De Nalatenschap van den Landjonker (E.J. Potgieter)
- De Historie van mejuffrouw Sara Burgerhart, vaak aangeduid als Sara Burgerhart ("uitgegeven" door Betje Wolff & Aagje Deken)
- De Clapper der Calkoens (samengesteld door A. v. Steenbergen).
- De Vermakelijke Slaa-tuintjes (anoniem uitgegeven door Schonck, 1775).
- De Geestelijke Lustwarande van P. van Os Jr..
- That thusendigste jâr van Gerben Colmjon (Mouton & Co, Den Haag 1957). Oudsaksische kroniek met inleiding, aantekeningen en bibliografie.[1]
- Het leven en werk van C.N.A. Strik van Ratingen.

In anderstalige literatuur:
- Historia Regum Britanniae
- Ossian
- In een aantal van de kritieken die Jorge Luis Borges in kranten publiceerde, beschreef hij boeken die hij had willen schrijven maar nooit geschreven had. Later trad de kritiek op een boek in de plaats van het schrijven van het boek.

- De Franse huursoldaat George Psalmanazar (ca. 1693-1763 waarschijnlijk in de Provence) maakte iedereen, zelfs de vermaarde Londense Royal Society, wijs dat hij van het eiland Formosa afkomstig was. Hij trok in Londen veel aandacht, sprak een zelfverzonnen "Formosaans" en cultiveerde vreemde "Formosaanse" zeden en gewoonten zoals het dagelijks eten van rauw vlees. Hij gaf voordrachten over de cultuur van de Formosanen; daarbij vertelde hij dat de vrouwen niet minder dan zes ons tabak per dag rookten en na overspel door hun mannen werden opgegeten. Zelf was hij een zoon van de koning van Formosa en als jongen ontvoerd door de jezuïeten. Psalmanazar, die nooit buiten Europa was geweest, schreef een lijvig, van kaft tot kaft verzonnen boek dat in het Nederlands de titel "Beschryvinge van het eyland Formosa in Asia [...] uit de gedenkschriften van den Heer Georgius Psalmanaazaar Aldaar geboortig t’zamengestelt. Mitsgaders een breet, en net verhaal zijner reisen door verscheide landen van Europa [...] Door d’hr. N.F.D.B.R." meekreeg.[2] Het verscheen in 1704. In Nederland verschenen ook Franstalige versies in 1705 en 1708. Psalmanazars fantastische "Formosaans-Engelse woordenboek" werd gebruikt om deze taal te leren spreken. Het moet voor reizigers een grote teleurstelling zijn geworden.[3]